# Leprazending
Leprazending (The Leprosy Mission) is een internationale christelijke organisatie die werkzaam is in meer dan 50 landen. Sinds 1874 strijdt zij tegen de oorzaken en de gevolgen van de ziekte lepra. De oprichter is de Ier Wellesley Bailey, die als onderwijzer in India geraakt werd door het lot van leprapatiënten.
De Leprazending dient niet verward te worden met de Leprastichting. Beide organisaties streven wel hetzelfde doel na, en werken in een aantal landen ook samen, maar de Leprazending doet dit vanuit een Christelijke inspiratie, terwijl de Leprastichting zich neutraal opstelt ten aanzien van religie of levensfilosofie.

## Geschiedenis
Na terugkeer van zijn reis door India besloten vrienden van Bailey in Ierland en Schotland geld in te zamelen om leprapatiënten in India te kunnen ondersteunen. In 1878 zorgde de jonge Mission to Lepers voor 100 leprapatiënten in Noord-India. In 1888 opende het eerste ziekenhuis in Purulia, gevolgd door een Leprosy Home en een Children's Home in Neyyoor. Het werk breidde zich in de jaren daarna uit naar onder meer Birma, China, Japan en Afrika. Toen Bailey in 1917 met pensioen ging waren er 87 programma's actief in twaalf landen.

### Bekende medewerkers
- Wellesley Bailey (Ierland), oprichter
- Paul Brand (Verenigd Koninkrijk), chirurg en pijnspecialist
- Lykle Hogerzeil (Nederland), arts

## Netwerk

Landen waar de Leprazending actief is. In blauw de ondersteunende landen, in groen de uitvoerende landen.

### The Leprosy Mission International
De internationale organisatie is feitelijk een netwerk van 50 zelfstandige organisaties, die te verdelen zijn in ondersteunende landen en de uitvoerende landen. In de 30 uitvoerende landen worden in 2009 in totaal 268 programma's uitgevoerd. De coördinatie vindt plaats vanuit het kantoor van The Leprosy Mission International in Londen.  

### Leprazending Nederland

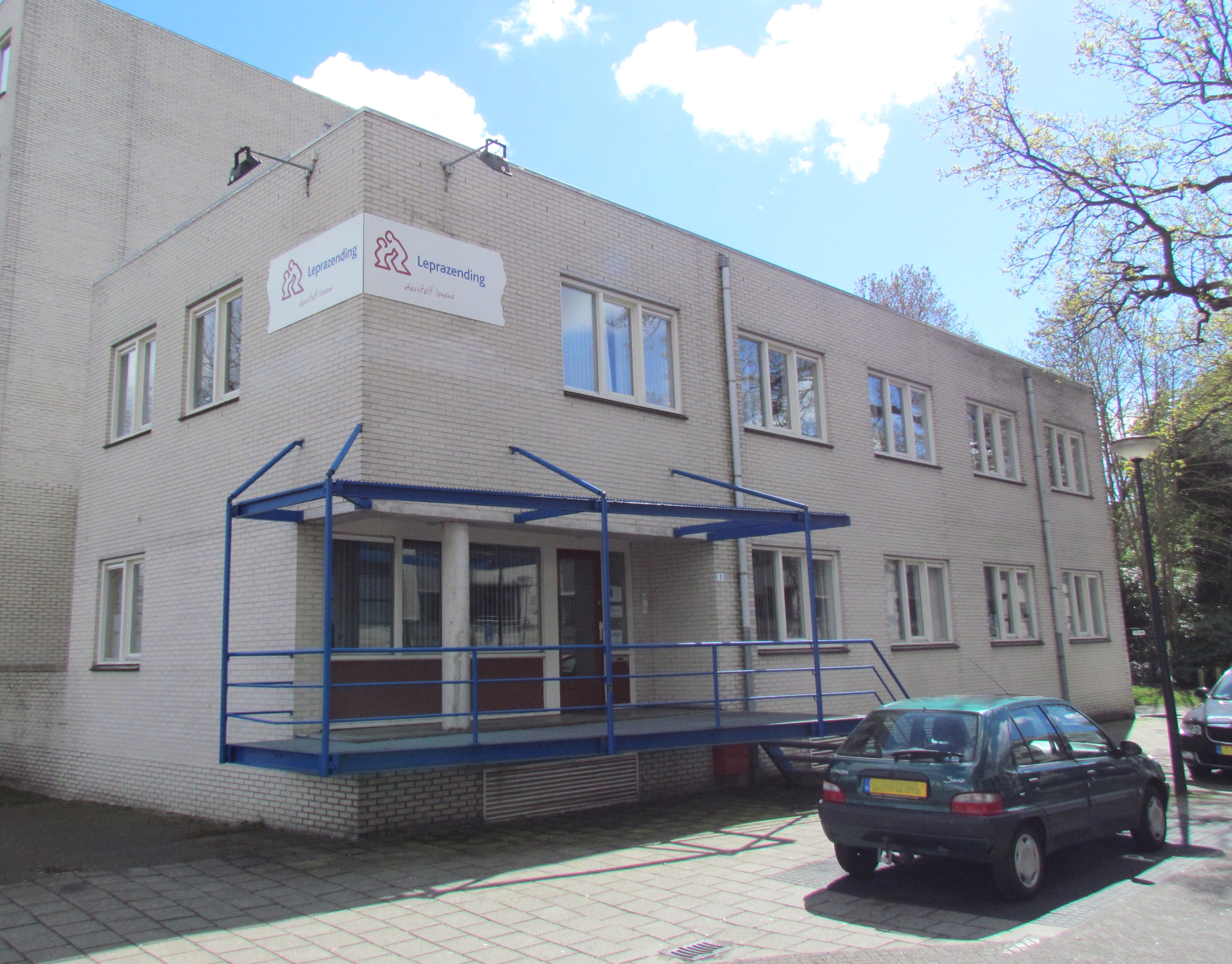
Kantoor Leprazending Nederland

Leprazending Nederland is een zelfstandige stichting die rond 1975 is opgericht met het doel fondsen en veldwerkers te werven in Nederland ten behoeve van het internationale werk. Vanuit Nederland worden tientallen projecten ondersteund in Afrika en Azië. Een beperkt aantal Nederlandse veldwerkers is actief in Tsjaad, Indonesië, Myanmar, India en Nepal. Het Nederlandse kantoor is gevestigd in Apeldoorn.

### Leprazending-België
Leprazending-België vzw is opgericht in 1972. Het heeft zijn secretariaat in Vilvoorde en is tweetalig: het heeft een Vlaamstalige en een Franstalige werkgroep. Leprazending-België ondersteunt projecten in de Democratische Republiek Congo en in China.

## Wereldlepradag
Door de ILEP, de internationale koepel van lepra-organisaties, is de laatste zondag van januari uitgeroepen tot Wereldlepradag (World Leprosy Day). Leprazending roept kerken en scholen op, om op of rondom die dag aandacht aan lepra te schenken, in kerkdiensten, in gebed, of in lessituaties.

## Wellesley Bailey Award
Deze prijs wordt jaarlijks uitgereikt aan leprapatiënten die een bijzondere prestatie hebben verricht. Surinamer Humbert Willems ontving deze in 1999.